# Evangelický kostel v Drahomyšli
Evangelický kostel v Drogomyślu (pol. Kościół Ewangelicki w Drogomyślu) je jedním z luterských tolerančních kostelů na Těšínsku.
Byl vystavěn v klasicistním stylu (s prvky pozdního baroka) v roce 1788 nákladem barona Bedřicha z Kališe († 1808). Ten si na císaři vymohl privilegium přistavět k modlitebně věž se zvonem. Privilegium mu bylo přiznáno dvorským dekretem z 25. června 1792. Stavba věže byla ukončena roku 1797. Trojlodní kostel byl zasažen požáry v letech 1879 a 1888 (v roce 1888 shořela střecha a roztavily se zvony). Vážně poničen byl během druhé světové války: kostel byl vypálen, došlo ke zhroucení věže a klenby lodi. Zničena byla i fara. Obnova kostela proběhla v letech 1948–1951 podle projektu architekta Karola Kozieła. Obnovený kostel byl posvěcen 27. května 1951.
Kostel je orientovaný, jednolodní, s půlkruhovým presbytářem. Na východní straně se nachází čtyřboká věž. Nad portálem hlavního vchodu je umístěna pamětní tabule s latinským nápisem a erbem Kališů. Pod kostelem je krypta, v níž se původně nacházely ostatky sedmi členů rodiny Kališů.
V sakristii kostela je přechovávána historicky cenná měděná rakev Alžběty Kališové, roz. Petröczyové († 1771), která tam byla přenesena z krypty. Rakev je ozdobena erbovními kartušemi a latinským nápisem.
Vedle kostela stojí moderní farní budova, která byla posvěcena roku 2014. Za kostelem se nachází hřbitov, který byl v roce 1945 místem frontových bojů, kvůli nimž byl zdevastován. Zachoval se na něm mj. litinový náhrobek Andrease Wenderlinga z roku 1866.

## Galerie

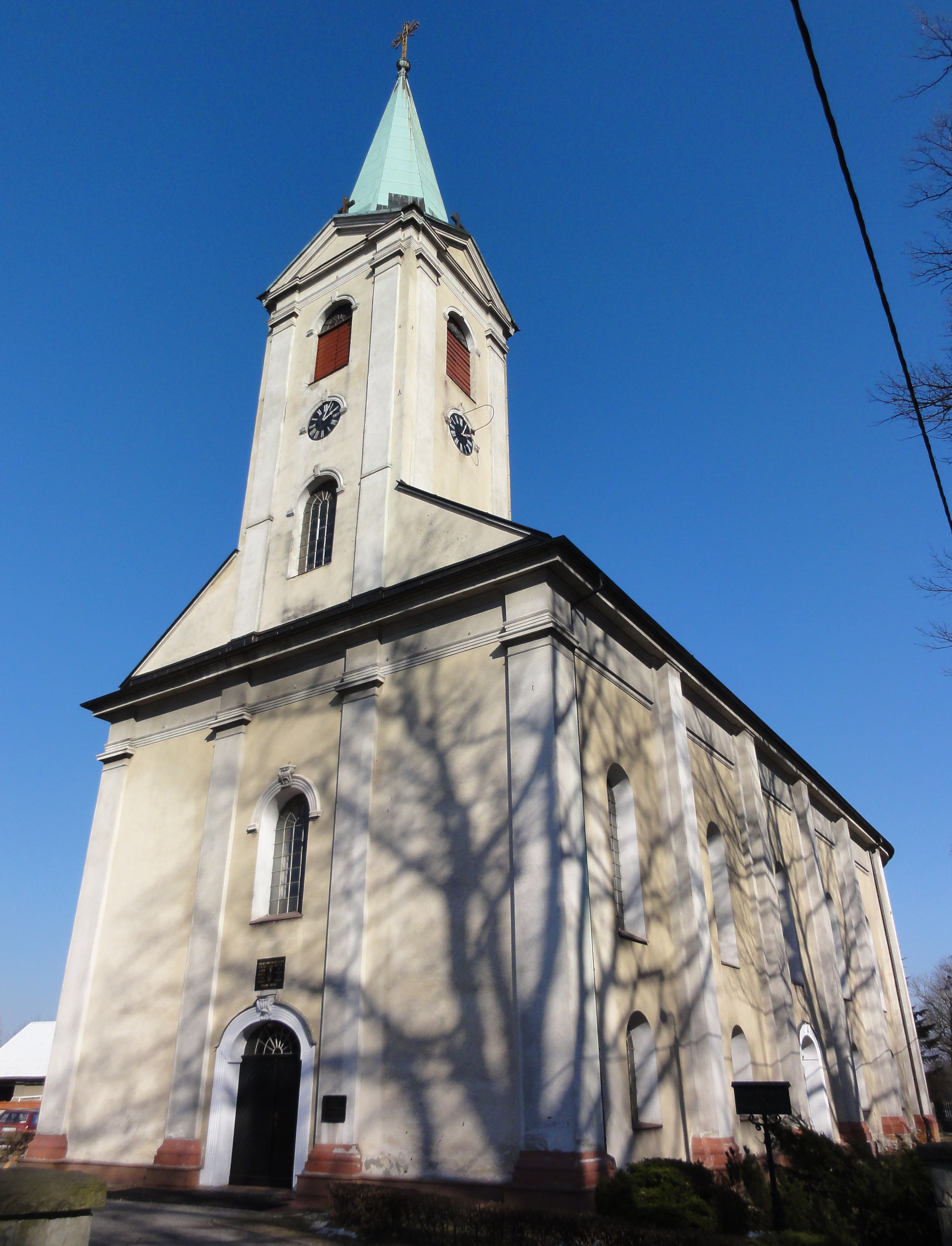
Kostel
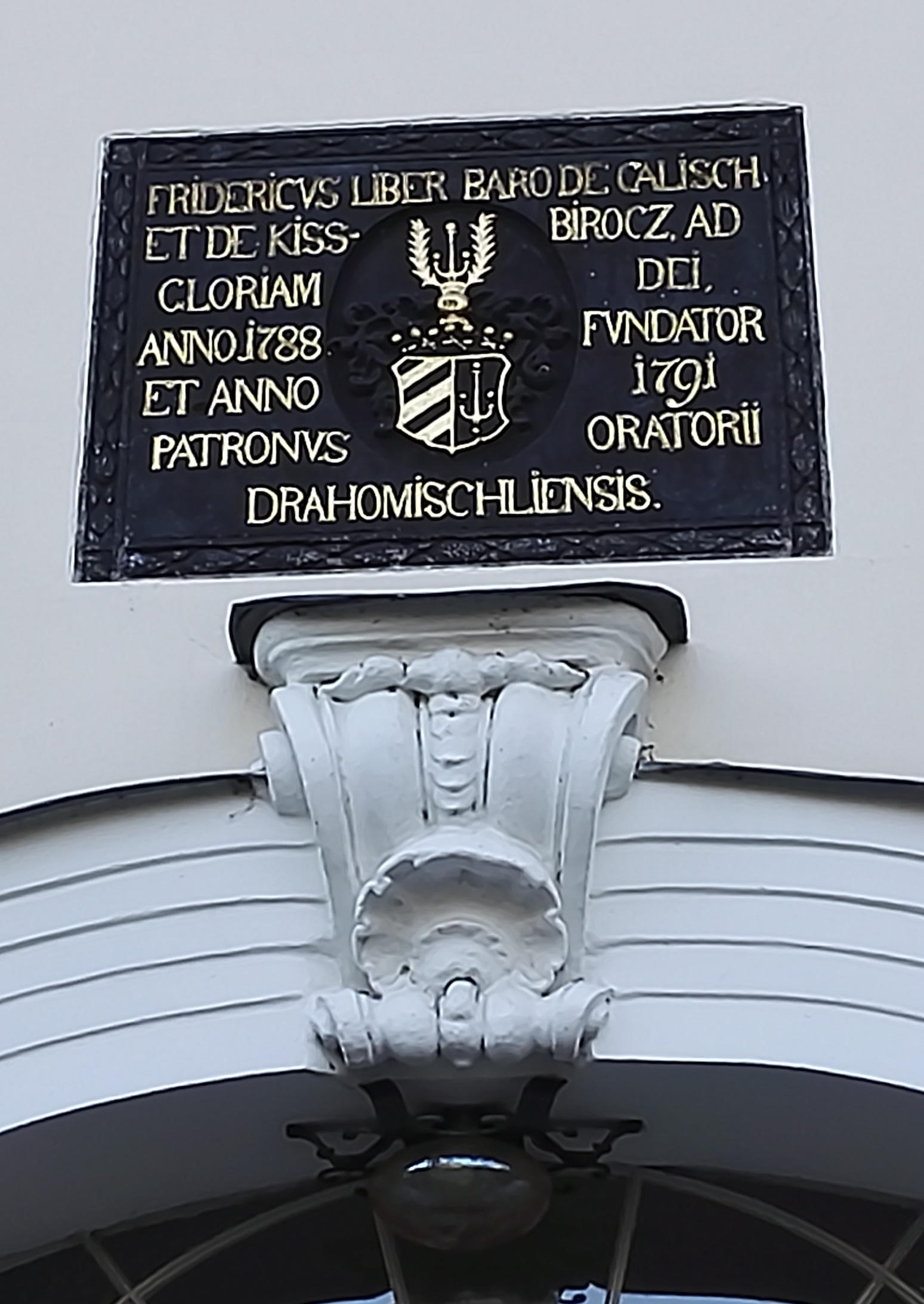
Nápis s erbem Kališů
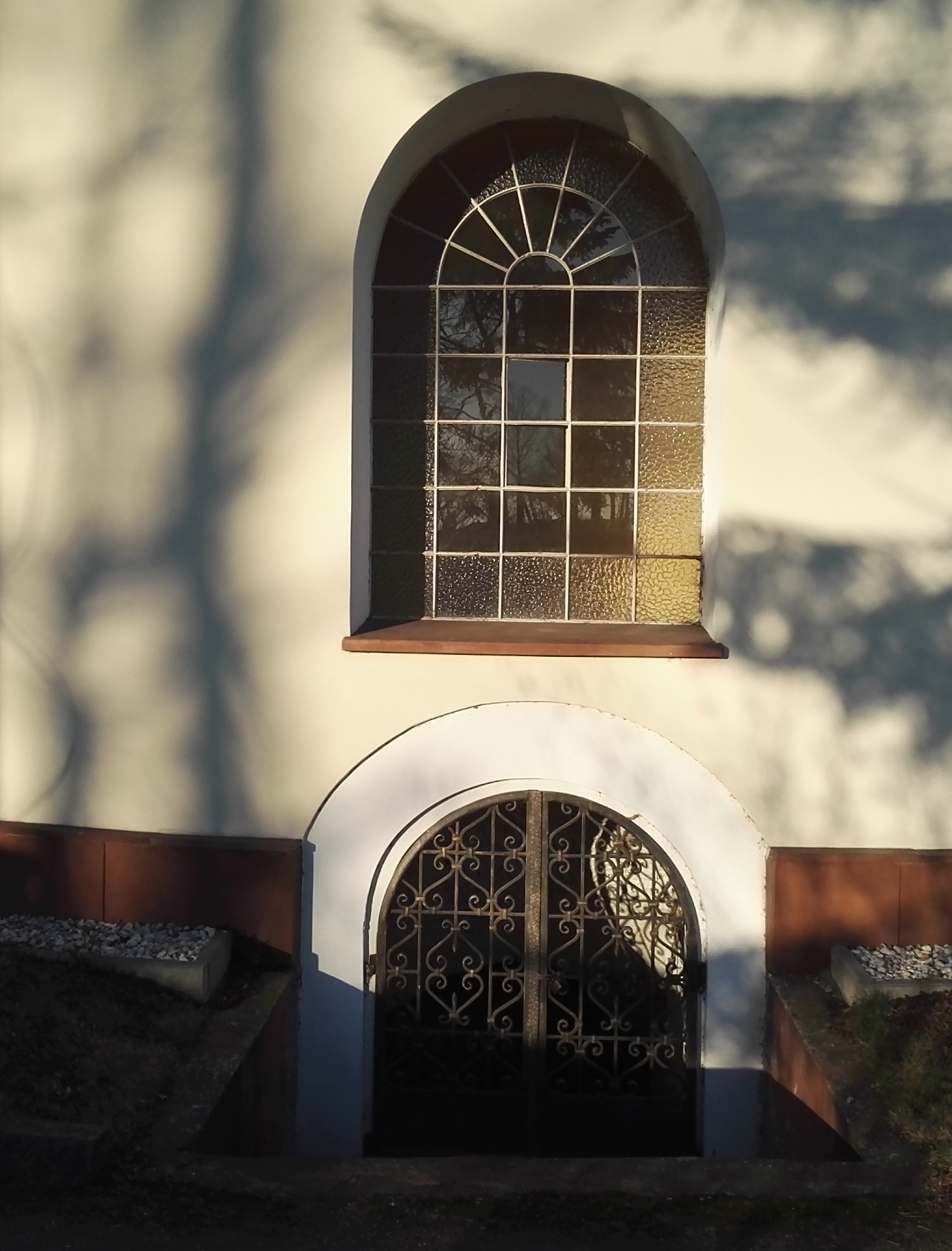
Vstup do krypty
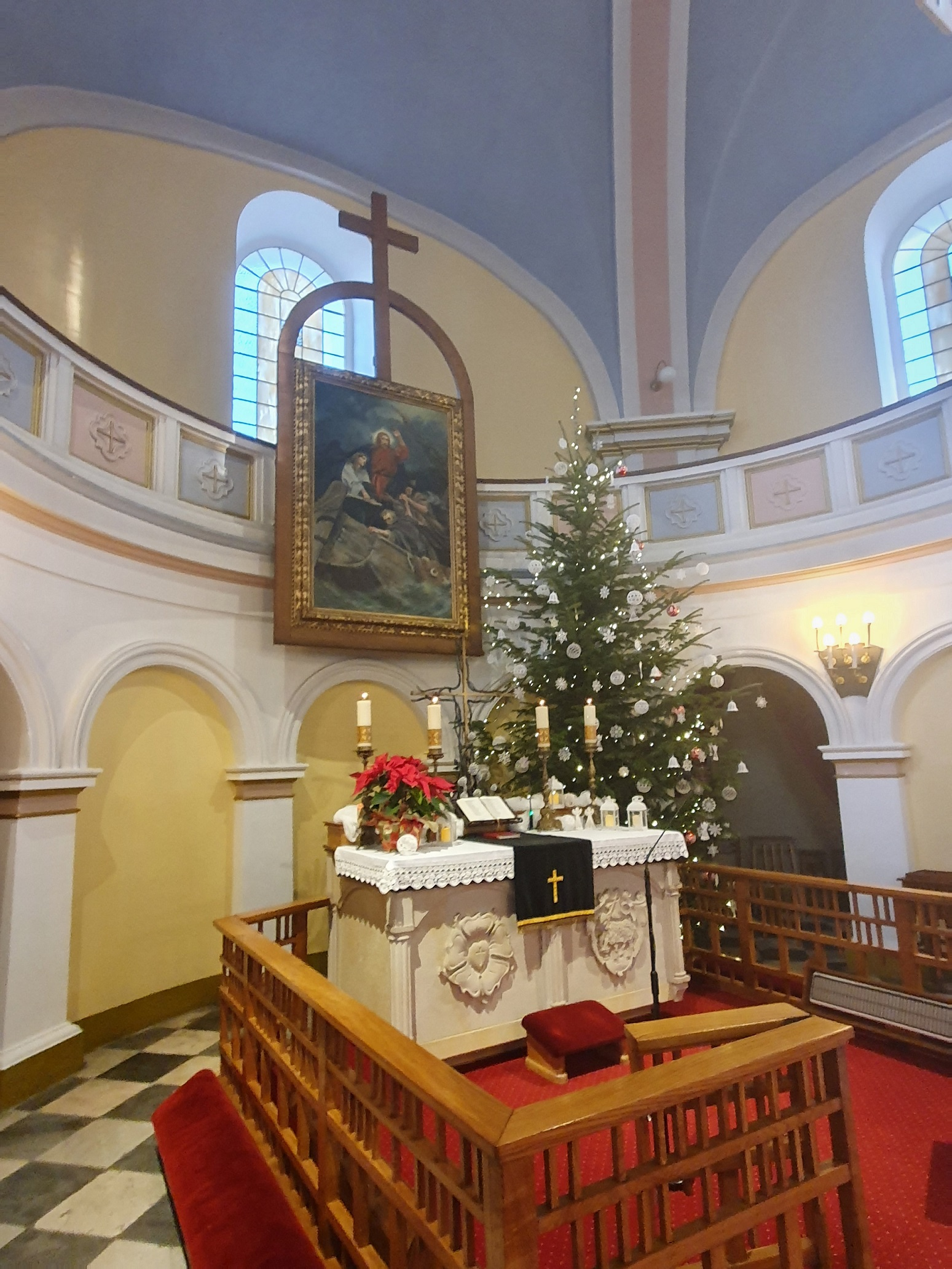
Oltář
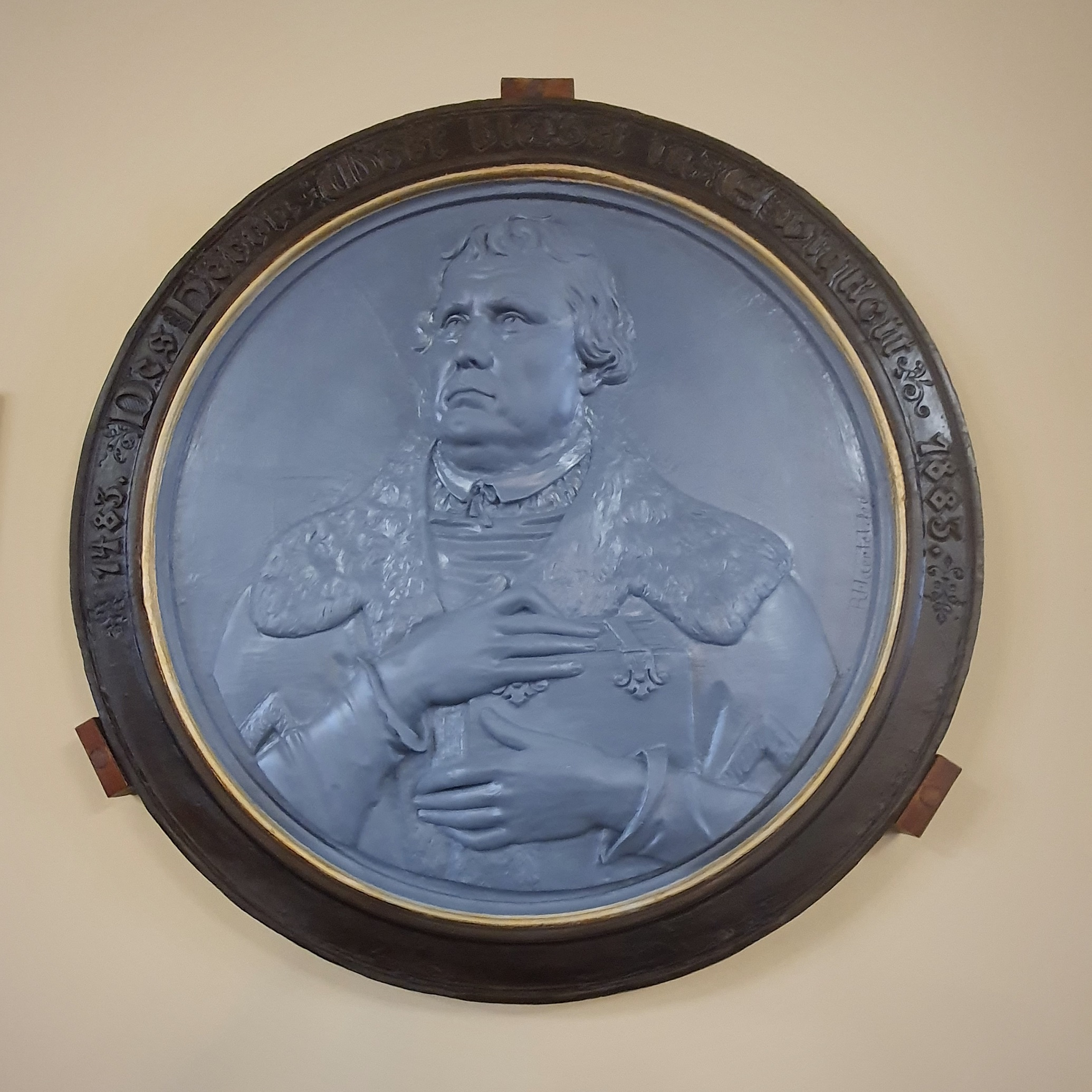
Lutherův portrét v kostele
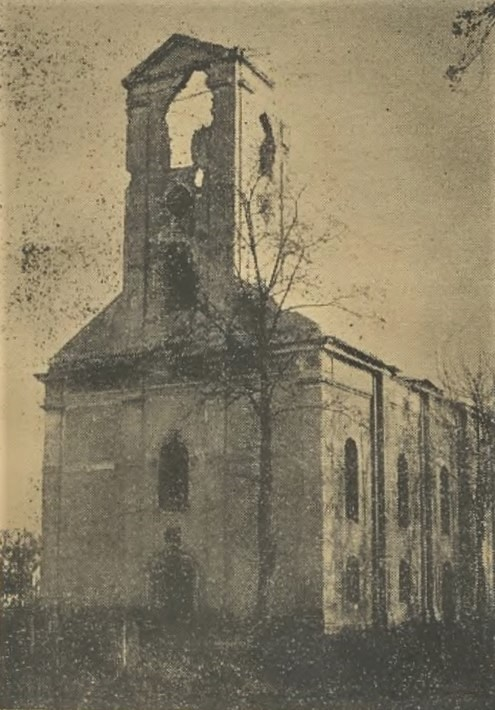
Poničený kostel po Druhé světové válce
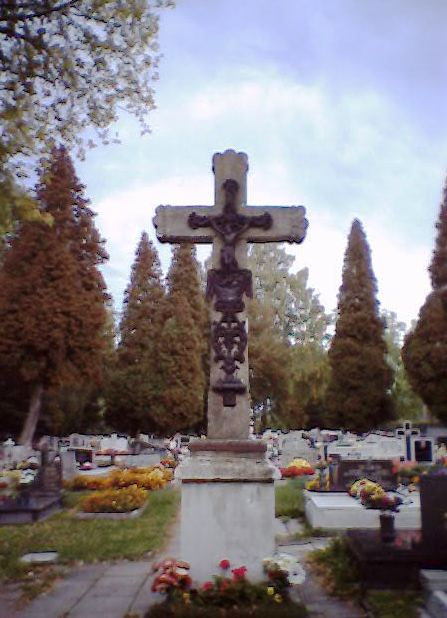
Hřbitov vedle kostela
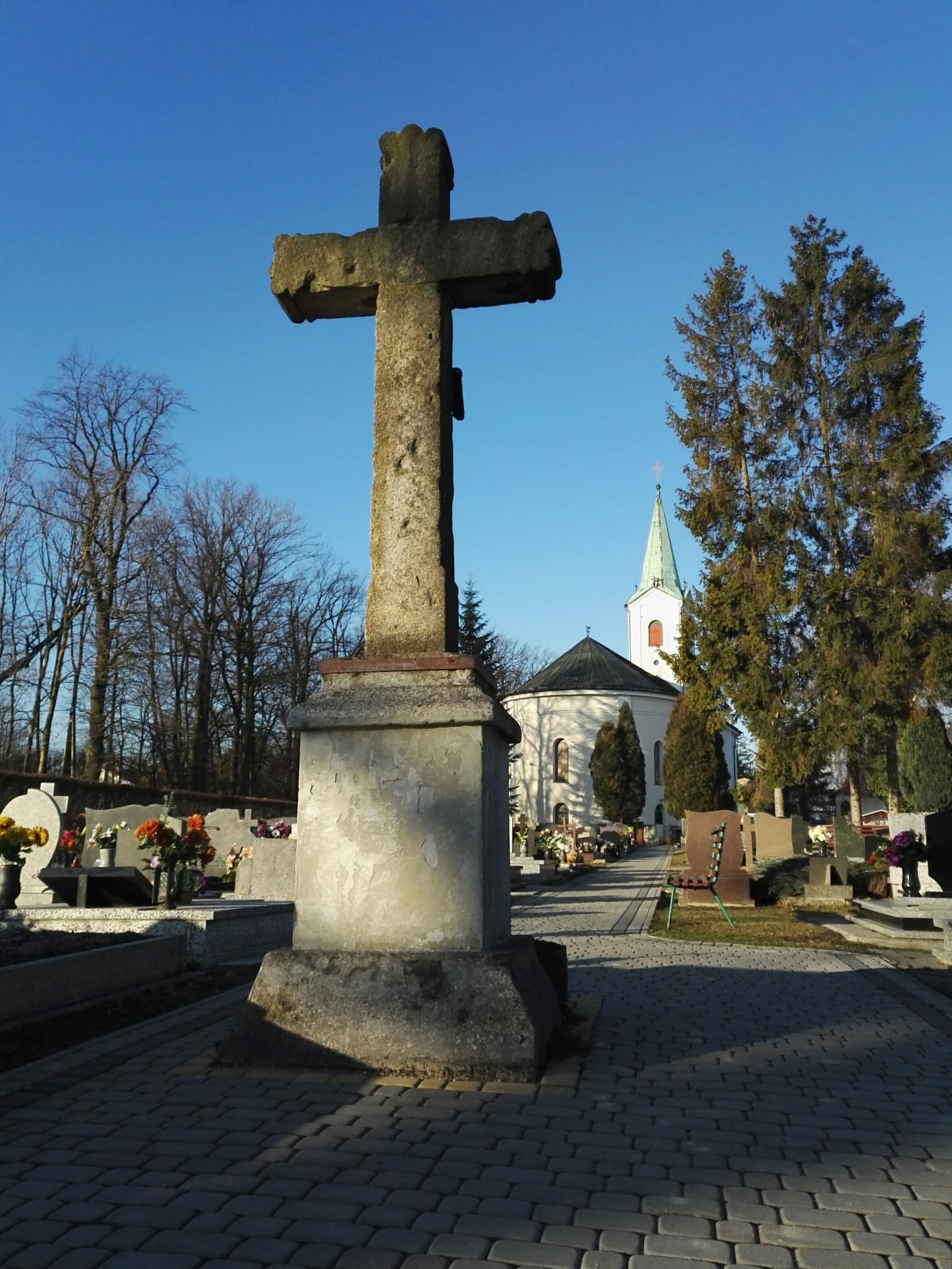
Hřbitov vedle kostela
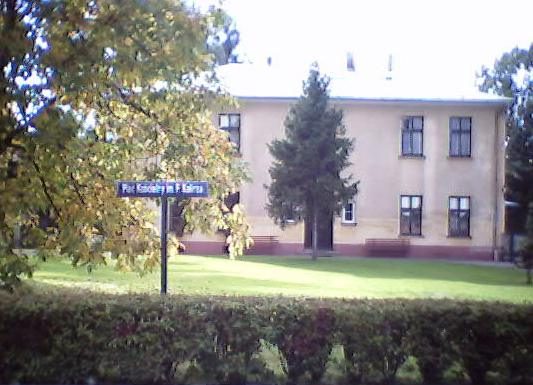
Fara vedle kostela (zbořena v roce 2009)
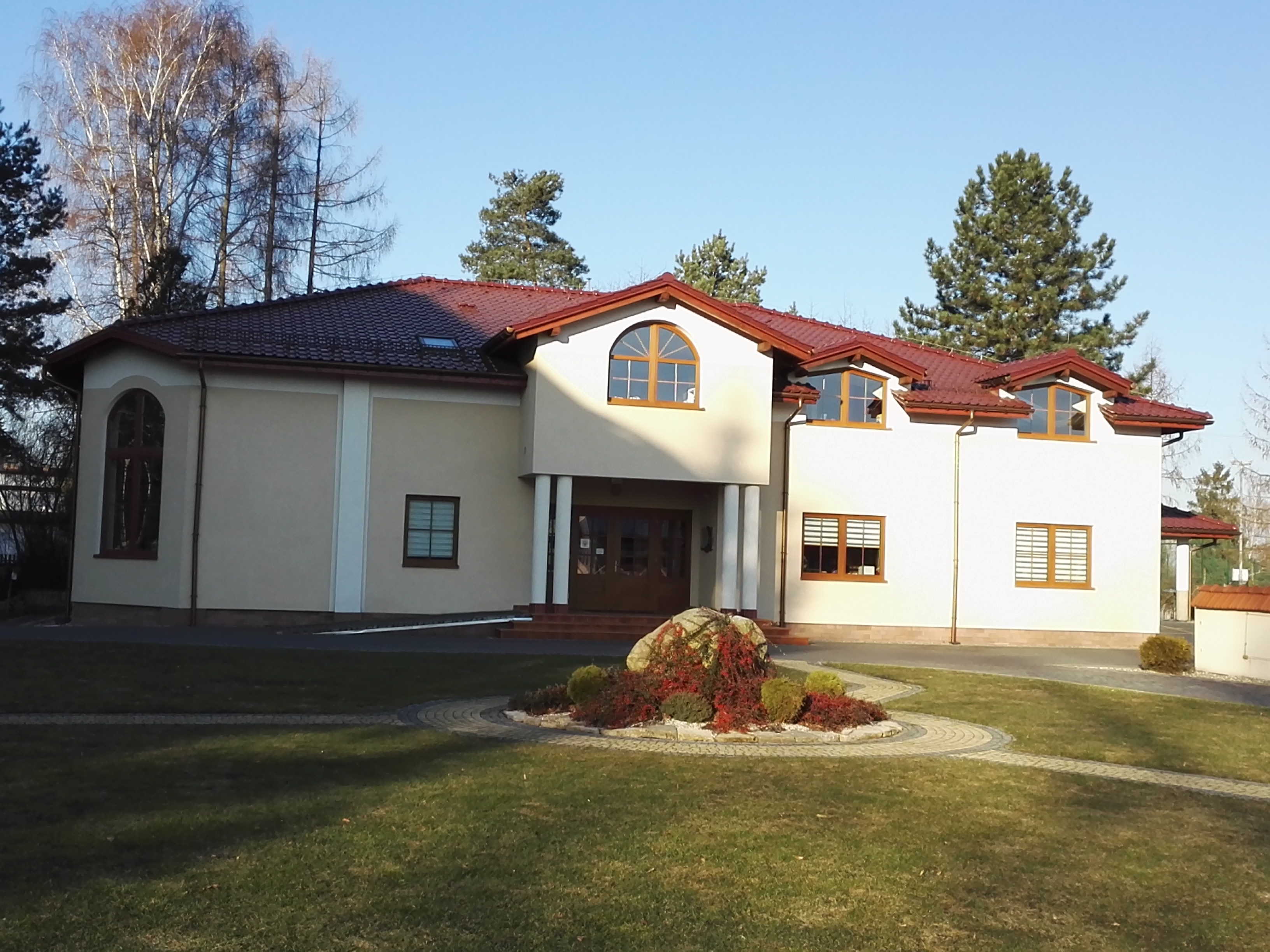
Fara vedle kostela (posvěcena v roce 2014)
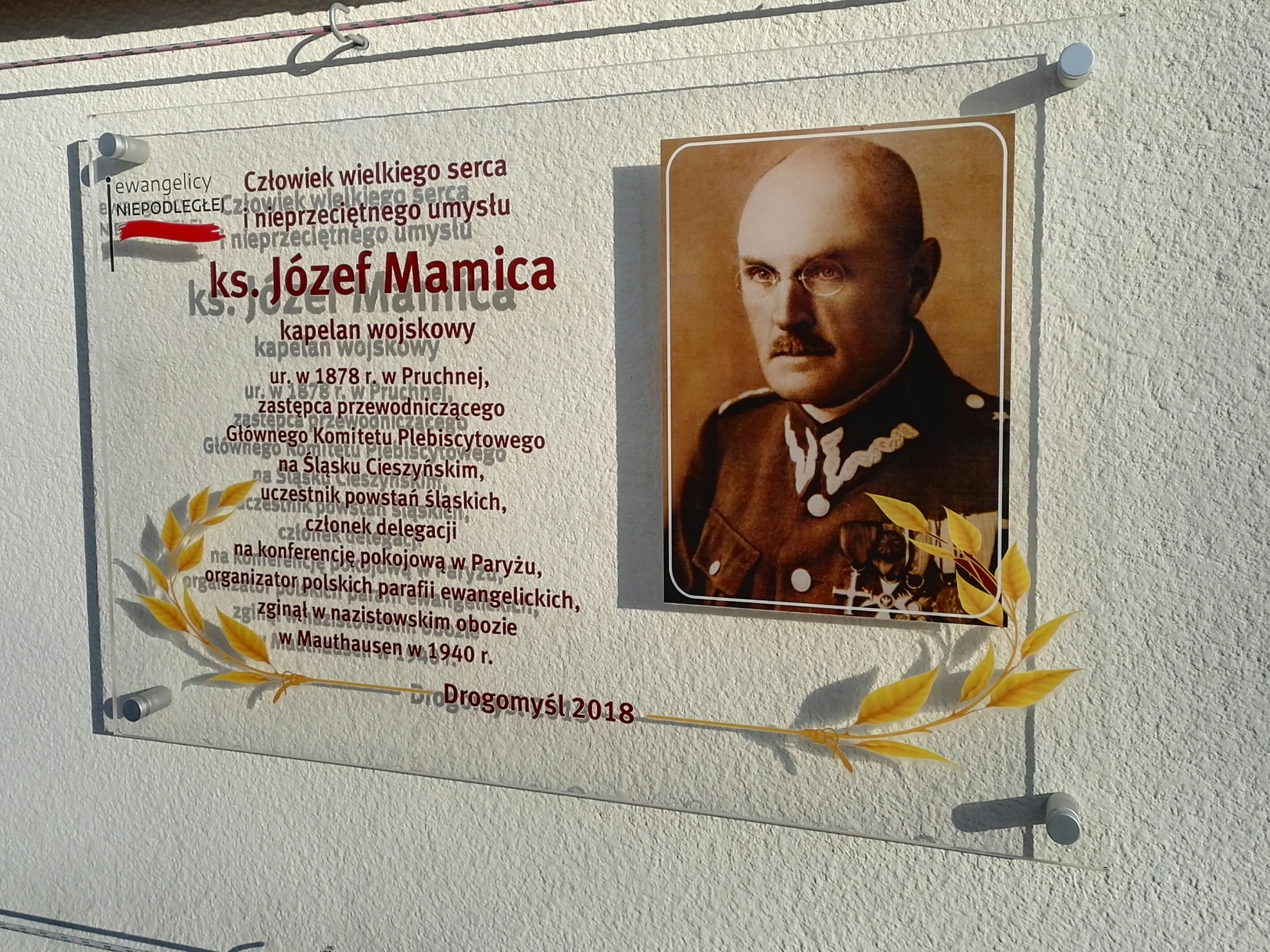
Pamětní deska seniora Mamicy u kostela